# Убивства в Мідсомері
«Суто англійські вбивства» (англ. Midsomer Murders) — британський детективний телесеріал про розслідування вбивств у вигаданому англійському графстві Мідсомер. Трансляція серіалу розпочалася 1997 року.

## Синопсис
В основі лежать детективні романи Керолайн Грем, головний герой яких — старший інспектор Барнабі, втілений на екрані актором Джоном Нетлс (англ. John Nettles), а з 14 сезону Нілом Дадженом.
У 2024 році вийшло перше україномовне видання легендарних детективів Керолайн Грем у видавництві Лабораторія в перекладі Марії Балабанової.
| Роль            | Актор           | Примітки          | Роки                   |
| --------------- | --------------- | ----------------- | ---------------------- |
| Джон Барнабі    | Ніл Даджен      | старший інспектор | 2010, 2011–дотепер     |
| Джеймі Вінтер   | Нік Гендрікс    | сержант           | 2016–дотепер           |
| Сара Барнабі    | Фіона Долмен    | дружина Джона     | 2011–дотепер           |
| Гевін Трой      | Деніел Кейсі    | сержант           | 1997–2003, 2008        |
| Даніель Скотт   | Джон Гопкінс    | сержант           | 2003–2005              |
| Бенджамін Джонс | Джейсон Г'юз    | сержант           | 2005–2013              |
| Чарлі Нельсон   | Ґвілім Лі       | сержант           | 2013–2016              |
| Том Барнабі     | Джон Нетлс      | старший інспектор | 1997–2011              |
| Джойс Барнабі   | Джейн Ваймарк   | дружина Тома      | 1997–2011              |
| Каллі Барнабі   | Лора Говард     | донька Тома       | 1997–2000 та 2003—2011 |
| Гайл Стіфенс    | Кірсті Діллон   | констебль         | 2007–2011              |
| Джордж Баллард  | Беррі Джексон   | патологоанатом    | 1997–2011              |
| Кейт Вілдінґ    | Темзін Маллесон | патологоанатом    | 2011–2015              |

## Українське закадрове озвучення

### Багатоголосе закадрове озвучення телеканалу «НТН»
Ролі озвучували: Владислав Пупков, Євген Пашин, Анатолій Зіновенко, Дмитро Завадський, Андрій Вільколек, Дмитро Вікулов, Михайло Жонін, Андрій Соболєв, Тетяна Зіновенко, Лідія Муращенко, Наталя Романько-Кисельова, Катерина Брайковська, Юлія Перенчук і Юлія Малахова

### Багатоголосе та двоголосе закадрове озвучення студії «Так Треба Продакшн»
Ролі озвучували: Анатолій Пашнін, Юрій Гребельник, Дмитро Терещук, Людмила Чиншева, Наталя Поліщук, Олена Яблочна, Світлана Шекера і Ганна Соболєва

## Список серій
- Див. Список серій телесеріалу «Суто англійські вбивства»

## Запрошені зірки
- Орландо Блум
- Генрі Йен К'юсик